# Plavsk
Plavsk (del ruso: Плавск) es una ciudad del óblast de Tula, en Rusia, centro admisnistrativo del rayón de Plavsk. Está situada en una zona de colinas de la Meseta Central Rusa, a orillas del río Plava (afluente del río Upa), a 59 km al sudoeste de Tula. Las ciudades más cercanas (a unos 35 km cada una) son Sovetsk y Shchókino. Su población alcanzaba los 16.200 habitantes en 2009.

## Historia
El origen de la ciudad se remonta a 1540 como el pueblo de Sergievskoye, que debe su nombre al monje Sergio de Radonezh. En el siglo XVIII, pertenecía a los príncipes Gagarinym. En el siglo XIX, el pueblo se convertiría en un centro comercial, servido desde 1868 por el ferrocarril Moscú-Kursk. En 1926, la localidad cambia su nombre por Plavsk, el nombre del río que la atraviesa, y recibe el estatus de ciudad, que perderá en 1935 y recuperará en 1949. Fue una de las ciudades de Rusia cuyas tierras y aguas fueron más contaminadas por cesio radiactivo (Cs-137) en el desastre de Chernobil de abril de 1986.

## Demografía
| 1939   | 1959   | 1970   | 1979   | 1989   | 2002   | 2008   |
| ------ | ------ | ------ | ------ | ------ | ------ | ------ |
| 10 000 | 12 400 | 13 000 | 14 500 | 16 600 | 16 750 | 16 200 |

## Economía y transporte
En la región de Plavsk se cultivan la cebada, el trigo, el centeno, el trigo sarraceno, los guisantes, las patatas, la remolacha azucarera y otras plantas forrajeras. Es zona de cría de vacas lecheras, cerdos y corderos.
En la ciudad existen como principales industrias la de los separadores (fábrica Smytchka), la de los ventiladores y la alimentaria.
La ciudad está conectada con Moscú tanto por ferrocarril como por carretera. Por un lado, Plavsk está conectada a la autopista rusa M2, y por el otro, a la vía férrea que une Moscú con el sur de la Rusia europea (entre otras ciudades, con Kursk y Bélgorod. A nivel regional, está bien conectada ferroviariamente con Tula y otras ciudades. Además de la estación de ferrocarril, Plavsk cuenta con una estación de autobuses.